# Lösegeld
Unter Lösegeld (englisch ransom) versteht man einen Geldbetrag oder Güter, die als Gegenleistung zur Freilassung von Geiseln gefordert werden, für die Rückgabe eines unrechtmäßig entzogenen Gegenstandes oder für die Freigabe von durch Ransomware verschlüsselter Daten verlangt werden.

## Allgemeines
Während Lösegeld erpresst wird, um weiteren Schaden abzuwenden, wurde Wergeld als Ersatz für bereits entstandenen Schaden gefordert.

## Geschichte
Lösegeld gab es bereits im Altertum. Es hieß im hebräischen Recht „Loskaufspreis“ (hebräisch כָּפַר kopher), mit dem Sklaven, Leibeigene oder zahlungsunfähige Schuldner ihre Freiheit zurückerlangen konnten. Als der römische Feldherr Julius Caesar im Jahre 75 vor Christus auf dem Seeweg zu Apollonius Molon in die Hände von Seeräubern geriet, konnte er durch Zahlung von 20 Talenten Silber freikommen; er führte eine Flotte gegen die Piraten und ließ dann seine besiegten Geiselnehmer hinrichten. Das Alte Testament erwähnt das Lösegeld („kopher“) häufig. So wird beispielsweise im 2. Buch Mose ein Lösegeld auf einen Mann gelegt, um sein Leben zu retten, weil sein Ochse seinen Nachbarn getötet hatte: „Will man ihm stattdessen eine Sühneleistung auferlegen, soll er als Lösegeld für sein Leben so viel geben, wie man von ihm fordert“ (Ex 21,30 ). Im 3. Buch Mose heißt es: „Wenn ein Fremder oder ein Beisasse bei dir zu Vermögen kommt, aber dein Bruder neben ihm verarmt und sich ihm oder einem Nachkommen aus der Familie eines Fremden verkauft, dann soll es, wenn er sich verkauft hat, für ihn ein Loskaufrecht geben: Einer seiner Brüder soll ihn auslösen“ (Lev 25,48 ). Jesus ist nicht Dienstherr, sondern Diener: „Denn auch der Menschensohn ist nicht gekommen, dass er sich dienen lasse, sondern dass er diene und sein Leben gebe als Lösegeld für viele“ (Mk 10,45 ).
Der fromme Langobardenkönig Luitprand kaufte im Jahre 722 die Gebeine des Augustinus von Hippo den Sarazenen gegen Lösegeld los, ließ ihn mit großem Aufwand nach seiner Hauptstadt Pavia übertragen und dort in der Kirche San Pietro in Ciel d’Oro im goldenen Himmel beisetzen. Lösegeld forderten sowohl die Araber im Mittelmeerraum als auch die Wikinger an den Nordküsten entweder für die Freilassung von Gefangenen oder beim Verlassen des Landes ohne Plünderung. Die Regierungszeit des englischen Königs Æthelberht II. war von ständigen Kriegen mit den Wikingern überschattet, und er geriet 991 in Kriegsgefangenschaft des Olav I. Tryggvason. Hiervon kaufte er sich durch ein „Danegeld“ (Lösegeld; benannt nach den permanenten dänischen Invasionen) frei, das später die Rolle als Lösegeld für Frieden übernahm.
Im Mittelalter kam es im Dezember 1192 zur Gefangennahme von König Richard Löwenherz, der wieder freikommen sollte, nachdem der Würzburger Vertrag vom 14. Februar 1193 insgesamt 150.000 Mark Reinsilber (zwischen 23,5 und 30 Tonnen) als Lösegeld festgelegt hatte. Der Vertrag wurde am 19. Juni 1193 in Worms unterzeichnet, am 4. Februar 1194 kam Löwenherz frei. Im Spätmittelalter konnte die Aussicht auf ein Lösegeld den Sieger eines Krieges davon abhalten, den besiegten Gegner zu töten. Dies sah der zwischen 1220 und 1235 entstandene Sachsenspiegel ausdrücklich vor. Als Graf Wilhelm IV. den Kölner Erzbischof Engelbert II. am 18. Oktober 1267 in der Schlacht bei Zülpich gefangen nahm und in der Burg Nideggen in einem eisernen Käfig festhielt, wurde er nach Zahlung eines hohen Lösegeldes erst am 28. April 1270 freigelassen.
Der Ursprung des heutigen Wortes Lösegeld tauchte 1344 erstmals als „Losegheild“ im Urkundenbuch des Klarissenklosters und späteren Damenstifts Kloster Clarenberg auf, 1509 als „Lossgelt“.
Das vermutlich höchste Lösegeld der Geschichte leistete der Inkakönig Atahualpa 1532/1533. Er zahlte für seine Freilassung über 6 Tonnen Gold und 11 Tonnen Silber an den spanischen Konquistador Francisco Pizarro, wurde von diesem aber dennoch hingerichtet.
Bereits das Allgemeine Preußische Landrecht (APL) vom Juni 1794 sah vor, dass bei Seeräuberei ein in Bargeld bezahltes Lösegeld auf gleiche Art als „große haverey“ erstattet werden musste (II 8, § 1830 APL). Das Deutsche Rechtswörterbuch definierte Lösegeld als „Geldbetrag, der für die (Wieder-)Erlangung eines Rechts oder der Freiheit gezahlt wird“. Zur Bestrafung der schweizerischen Freischarenzüge von 1845 mussten die Freischärler für ihre Freilassung Lösegeldzahlungen von insgesamt Fr. 350‘000 entrichten.
Im April 1958 ereignete sich in Deutschland mit der Entführung von Joachim Göhner die erste Kindesentführung, wobei der Täter für das sofort ermordete Tatopfer ein Lösegeld von 15.000 DM verlangte. Spektakuläre Entführungen brachten in der Neuzeit wesentlich höhere Lösegeldzahlungen. Im Februar 1974 kostete die Entführung von Patty Hearst 6 Mill. US $, die Entführung von Richard Oetker im Dezember 1976 brachte den Entführern 21 Mill. DM ein. Die Entführung der Schlecker-Kinder (Lars und Meike Schlecker, Sohn und Tochter von Anton Schlecker) im Dezember 1987 erbrachte 9,6 Millionen DM. Die Reemtsma-Entführung im März 1996 kostete die Familie 30 Mill. DM, die bis auf 459.900 US $ nicht mehr auftauchten. Für die Freilassung des im Mai 1996 entführten Sohn des Milliardärs Li Ka-shing aus Hongkong wurden 134 Mill US $ und für den ebenfalls im Mai 1996 entführten Walter Kwok 77 Mill US $ bezahlt.
Bis zum Fall der Mauer im Jahr 1989 kaufte Westdeutschland 35.000 politische Gefangene in der DDR frei. 3,5 Milliarden DM sollen dabei geflossen sein. Zum Beispiel zahlte die Bundesregierung 1978 für die Freilassung eines Ehepaares mit Kind 100.000 DM, die wegen versuchtem „ungesetzlichen Grenzübertritts“ zu einer mehrjährigen Haftstrafe verurteilt worden waren. Diese Devisenquelle war für das Regime ein Anreiz für weitere Entführungen und Inhaftierungen.
Eine neuere Entwicklung ist der Kunstraub von Kunstwerken (Gemälde, Schmuck), die nicht auf dem Schwarzmarkt absetzbar sind und stattdessen durch Lösegeld wieder zurückgeholt werden können. Im Juli 1994 ereignete sich der Kunstraub aus der Schirn-Kunsthalle Frankfurt, der gegen Lösegeldzahlung aufgeklärt werden konnte. Seit Juli 1998 sind in Deutschland Lösegeldforderungen versicherbar. Das betrifft vor allem die seit Juni 2002 bekannt gewordene Piraterie vor der Küste Somalias, die mittels Kaperung von Handelsschiffen Lösegeld erpresst.
International gab es seit Anfang 2019 „bereits häufiger“ Lösegeldforderungen in Kryptowährungen, etwa eine erstmals in Norwegen – in der Währung Monero.

## Rechtsfragen
Das Verlangen von Lösegeld stellt isoliert betrachtet eine Erpressung gemäß § 253 StGB dar, die meist im Zusammenhang steht mit Straftaten gegen die persönliche Freiheit wie erpresserischer Menschenraub (§ 239a StGB) oder Geiselnahme (§ 239b StGB), die mit einem höheren Strafmaß bedroht sind. Tatmehrheit liegt hierbei vor, wenn die Lösegelderpressung ganz oder teilweise mit der tatbestandsmäßigen Handlung des erpresserischen Menschenraubs/Geiselnahme zusammenfällt. Das dürfte stets der Fall sein, weil das Ziel des erpresserischen Menschenraubs eine Erpressung sein muss. Das Lösegeld und entführte Personen sind dabei Tatobjekt.
Die Erpressung von Lösegeld ist wesentliches Charakteristikum am Horn von Afrika. Das alte deutsche Seehandelsrecht erwähnte in § 706 Nr. 6 HGB a. F. die Zahlung von Lösegeld ausdrücklich: Hiernach bildete das, „was zum Loskaufe gegeben ist (…) nebst den durch den Unterhalt und die Auslösung der Geiseln und den entstandenen Kosten die große Haverei“. Seit April 2013 liegt bei Piraterie eine „große Haverei“ gemäß § 588 Abs. 1 HGB vor, auch wenn die hierin geforderte gemeinsame Gefahr für Schiff, Treibstoff, Ladung oder mehrere dieser Sachen zur Errettung auf Anordnung des Kapitäns vorsätzlich beschädigt oder aufgeopfert werden, zunächst nicht gegeben ist. Da die Lösegeldzahlung zur Abwendung dieser gemeinsamen Gefahr dient, gilt sie weiterhin als „große Haverei“, für die zwecks Deckung eine Dispache aufzumachen ist.
Lösegeldzahlungen können in Deutschland als außergewöhnliche Belastung nach § 33 EStG steuerlich geltend gemacht werden. Sie müssen dabei die Zumutbarkeitsgrenze überschreiten: Diese richtet sich nach der Höhe des Gesamtbetrags der Einkünfte, Kinderzahl und Familienstatus.
In den USA war die Zahlung von Lösegeldern für entführte amerikanische Staatsbürger verboten, bis ein Erlass durch US-Präsident Obama im Juni 2015 dieses Verbot aufhob. Heute werden Lösegelder hauptsächlich im Zusammenhang von Entführungen verlangt, sie haben mittels Ransomware allerdings inzwischen auch elektronische Medien wie das Internet erreicht. In manchen Ländern gehört die Einforderung von Lösegeldern zur organisierten Kriminalität. Das Land mit den gegenwärtig häufigsten Auftreten von Entführungsfällen zwecks Erpressung von Lösegeld ist das südamerikanische Kolumbien.

## Lösegeld- bzw. Entführungsversicherung
Seit 1998 bieten einige Versicherungen spezielle Lösegeldversicherungen an. Sie erstatten im Fall einer Geiselnahme das Lösegeld, zahlen aber auch Vermittler, Dolmetscher sowie Psychiater und Ärzte zur Nachbetreuung. Einige Versicherungen beteiligen sich zudem an den Kosten für Sicherheitstrainings ihrer Kunden.